# Duponchelia fumidalis
Duponchelia fumidalis là một loài bướm đêm trong họ Crambidae.